# Andy Halliday
Pour les articles homonymes, voir Halliday.
Andy Halliday est un footballeur écossais, né le 11 octobre 1991 à Glasgow. Il évolue au poste d'arrière gauche dans le club de Motherwell en prêt des Heart of Midlothian.

## Carrière
Le 18 juillet 2015, il signe un contrat d'une durée de deux ans, avec une option pour une troisième année au Rangers.
Le 28 juin 2017, il est prêté au FK Qabala.
Arrivé en fin de contrat à l'issue de la saison 2019-2020, les Glasgow Rangers décident ne pas prolonger son contrat, à l'instar de cinq autres joueurs du club.
Le 19 janvier 2024 il est prêté à Motherwell.

## Palmarès

### En club
- Livingston
  - Champion d'Écosse de Third Division (en) (D3) en 2010

- Glasgow Rangers
  - Vice-champion d'Écosse en 2019
  - Champion d'Écosse de Championship (D2) en 2016
  - Vainqueur de la Scottish Challenge Cup en 2016
  - Finaliste de la Coupe d'Écosse en 2016

- Heart of Midlothian
  - Champion de la Scottish Football League First Division (deuxième division) en 2021.
  - Finaliste de la Coupe d'Écosse en 2022

### Distinctions personnelles
- Élu espoir du mois par la Scottish Football League en décembre 2009 avec Livingston